# Darcy Rose Byrnes
Darcy Rose Byrnes (n. 3 de noviembre de 1998 de C.J. Byrnes y Cathy D'arcy) es una actriz estadounidense. Interpreta el papel de Abigail 'Abby' Carlton en las telenovelas producidas por la cadena CBS The Young and the Restless (2003-2007, 2007-) y The Bold And The Beautiful (2007-). Apareció también en Sin Rastro, y en la serie Cómo Conocí a Vuestra Madre, ambas de la CBS, y también dio vida al personaje de Penny en Mujeres Desesperadas.